# 懺悔 (小説家)
懺悔（ざんげ）は日本の小説家。主に成人向け小説を描く。ジャンルは寝取られ。
インターネット上で同人活動後、商業デビュー。同人での名義は「まほぽよ」。

## 作品リスト

### 単行本（「懺悔」名義）
メディアソフト〈DIVERSE NOVEL〉
- トモハメ　2018/5/30 ISBN 978-4815565053
- トモハメ　友情音痴でぼっちな僕が、クラスで一番人気な彼女に懐かれたワケ　2019/2/28 ISBN 978-4815565114
- トモハメ　修羅と呼ばれた喧嘩無敗のお嬢様を友情で躾ける方法　2019/5/30 ISBN 978-4815565121
- 魔法少女になってしまった君を抱いたのは、主人公にはなれなかった俺だった　2020/11/30 ISBN 978-4815565152

キルタイムコミュニケーション〈二次元ドリームノベルズデジタル〉（電子書籍のみ）
- 魔装少女リリカは屈しない　2019/04/25

キルタイムコミュニケーション〈リアルドリーム文庫〉
- どうかこの手にスズランを　2019/9/12 ISBN 978-4799212967
- 無花果様の、仰せの通りに　2020/08/24 ISBN 978-4-7992-1398-8
- ユーカリの花を求めて　2021/3/30 ISBN 978-4799214688

フランス書院〈美少女文庫〉
- 片恋革命　2020/3/19 ISBN 978-4829664988
- アネハメ 俺の初恋が実姉なわけがない　2020/12/19 ISBN 978-4829621257

### 同人誌（「まほぽよ」名義）（FANZA/DLsite）
- 魔法少女と呼ばないで 前編 2014/09/18
- 魔法少女と呼ばないで 後編 2014/11/20
- 新妻物語 2015/01/30
- 双剣ノ君 2015/06/12
- 魔法少女と呼ばないで before 前編 2016/01/05
- 魔法少女と呼ばないで before 後編 2016/11/26
- 寝取られ・浮気 小咄集 2017/03/18
- 渚と鈴と百合のその後 2019/10/18